# Oligotrichum magellanicum
Oligotrichum magellanicum là một loài rêu trong họ Polytrichaceae. Loài này được (Hedw.) Kindb. mô tả khoa học đầu tiên năm 1888.